# Abraham Fraisse

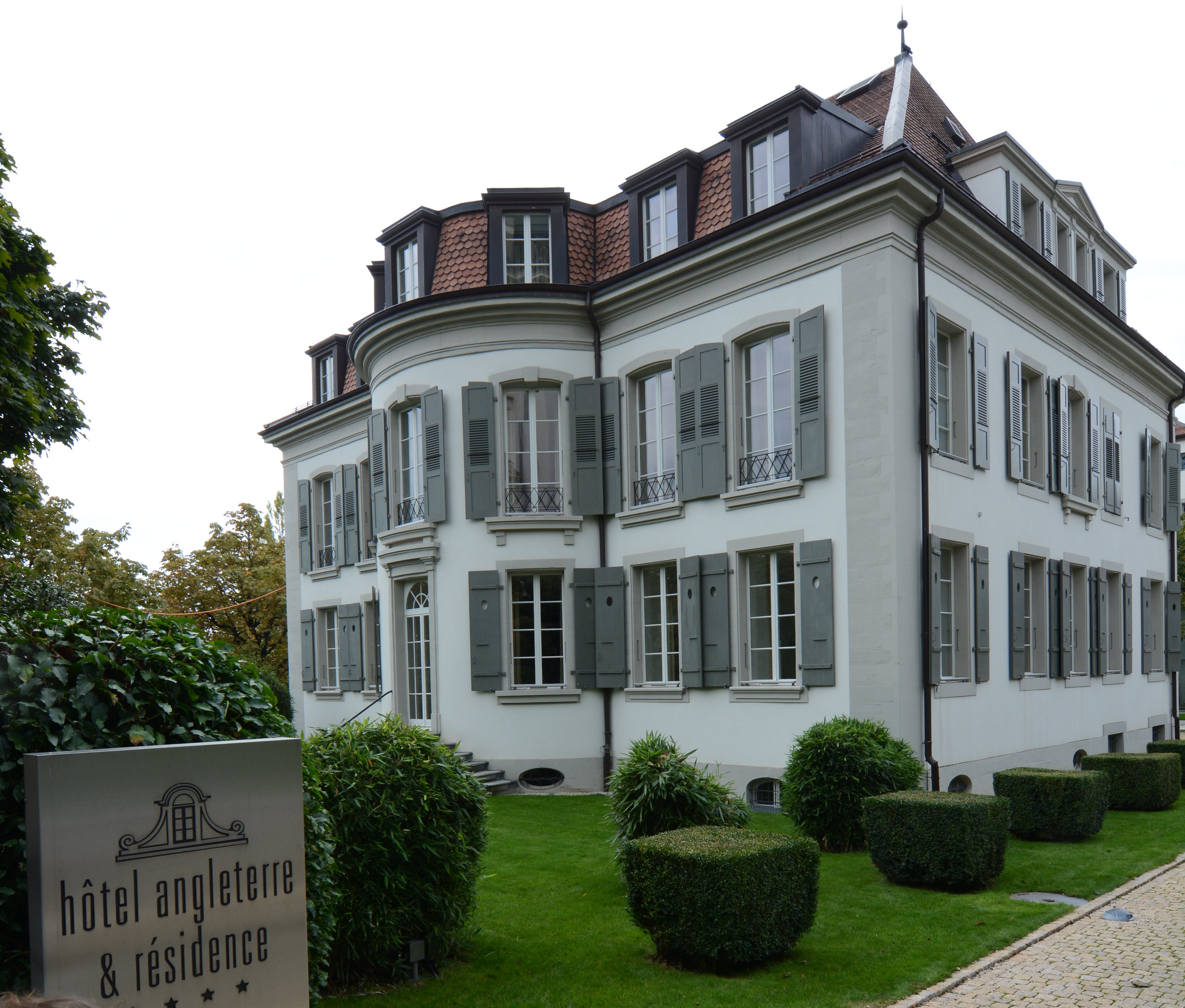
Das ehemalige «Logis d’Ouchy», 1779 erbaut

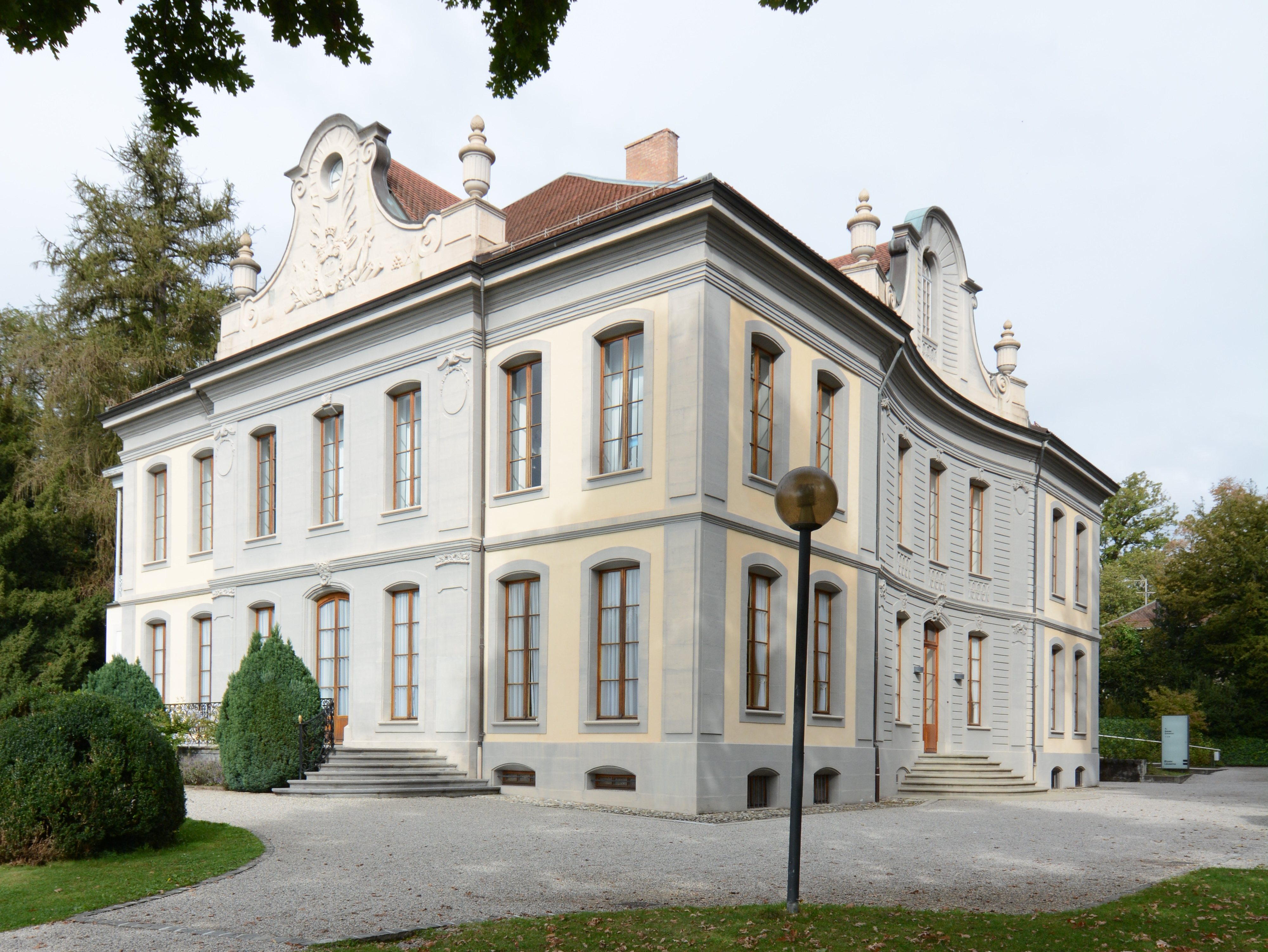
Die ehemalige «Maison Mollins», 1783 erbaut

Abraham Fraisse (* 1. Januar 1724 in Lausanne; † 28. Juni 1797 ebenda) war ein Schweizer Tuchhändler, Kaufmann und Architekt.

## Biografie
Abraham Fraisse war Sohn des aus Frankreich geflohenen Kaufmanns Antoine Fraisse, der aus der Gegend von Privas im Vivarais stammte. Er wurde zunächst ebenfalls Kaufmann. 1760 wurde er Direktor der Chambre des Réfugiés. Zur Architektur kam er wohl über den Bau seines eigenen Hauses, das 1754 von Gabriel Delagrange an der Place Palud in Lausanne errichtet wurde. Von Delagranges barockisierendem Stil waren auch seine eigenen Arbeiten im letzten Viertel des 18. Jahrhunderts geprägt. 
Sein erstes Werk war wohl 1765 ein Projekt für ein Spital in Lausanne, 1772 plante er die reformierte Kirche von Montheron, 1775–1779 das Logis d’Ouchy (das heutige «Hôtel d’Angleterre»). In den späten 1770er und frühen 1780er Jahren baute er noch eine Reihe von Stadthäusern für angesehene Lausanner Familien. Neben den Plänen für einen Hafen in Ouchy 1781 errichtete er 1785 die Markthalle des Hafens von Morges, 1791 den Friedhof von Ouchy. 1793, ebenfalls in Morges, plante er ein Projekt für das Spital.
Abraham Fraisse begründete eine in Lausanne wirkende Architektenfamilie. Sowohl sein Sohn Jean-Abraham Fraisse als auch seine Enkel William Fraisse (1803–1885) und Henri Fraisse (1804–1841) waren in diesem Beruf tätig.